# Lennon Legend: The Very Best of John Lennon
Lennon Legend: The Very Best of John Lennon («Легенда Леннона:Самое лучшее Джона Леннона») — третий официальный альбом-сборник песен Джона Леннона, записанных Ленноном за время его сольной карьеры (после распада рок-группы The Beatles), выпущенный в 1997 году в Великобритании лейблом Parlophone и в начале 1998 в США лейблом EMI Records. Предыдущими сборниками Леннона были Shaved Fish (выпущен в 1975) и The John Lennon Collection (выпущен в 1982). В сборник Lennon Legend: The Very Best of John Lennon были включены песни с посмертно изданного в 1984 альбома Леннона Milk and Honey, до того не выпускавшиеся ни на одном сборнике.
Сборник Lennon Legend: The Very Best of John Lennon поднялся до 3-го места в британском чарте UK Albums Chart и сертифицирован как «дважды платиновый» Британской ассоциацией производителей фонограмм (BPI) в мае 1998. Альбом был также сертифицирован как «платиновый» в США и Канаде в декабре 2008. Альбом стал одним из наиболее долго находившихся в чарте японского чарта Japanese Oricon chart, хотя и не поднявшемся до 40 лучших, но проданном (на конец 2006) в количестве более 190 тысяч экземпляров.
После переиздания альбом вновь попал в британский чарт 18 июня 2007, спустя десять лет посл выпуска, поднявшись до 30-го места.
Альбом также присутствует в рекламе iPod touch фирмы Apple.
В 2003 был выпущен DVD-диск с таким же названием, включающий набор ремастированных, ремикшированных, а также новых видеоклипов на песни Леннона, звук для которых был смикширован в звучание по системе Dolby Digital 5.1 Surround Sound. (См. Lennon Legend: The Very Best of John Lennon DVD)

## Список композиций
Автор всех песен — Джон Леннон, кроме указанных особо.
| №   | Название                           | Автор(ы)                            | Длительность |
| --- | ---------------------------------- | ----------------------------------- | ------------ |
| 1.  | «Imagine»                          |                                     | 3:02         |
| 2.  | «Instant Karma!»                   |                                     | 3:20         |
| 3.  | «Mother»                           |                                     | 3:53         |
| 4.  | «Jealous Guy»                      |                                     | 4:14         |
| 5.  | «Power to the People»              |                                     | 3:17         |
| 6.  | «Cold Turkey»                      |                                     | 5:01         |
| 7.  | «Love»                             |                                     | 3:23         |
| 8.  | «Mind Games»                       |                                     | 4:11         |
| 9.  | «Whatever Gets You thru the Night» |                                     | 3:19         |
| 10. | «#9 Dream»                         |                                     | 4:46         |
| 11. | «Stand By Me»                      | Бен Кинг/Джерри Лейбер/Майк Столлер | 3:27         |
| 12. | «(Just Like) Starting Over»        |                                     | 3:55         |
| 13. | «Woman»                            |                                     | 3:26         |
| 14. | «Beautiful Boy (Darling Boy)»      |                                     | 4:00         |
| 15. | «Watching the Wheels»              |                                     | 3:31         |
| 16. | «Nobody Told Me»                   |                                     | 3:33         |
| 17. | «Borrowed Time»                    |                                     | 4:30         |
| 18. | «Working Class Hero»               |                                     | 3:49         |
| 19. | «Happy Xmas (War Is Over)»         | Джон Леннон/Йоко Оно                | 3:33         |
| 20. | «Give Peace a Chance»              |                                     | 4:52         |

- Примечание:
  - «Mother»: Версия, выпущенная на сингле в США в декабре 1970; впервые выпущена на CD.
  - «Give Peace a Chance»: Первоначально авторство было указано как „Lennon–McCartney“; было изменено в 1990-е по решению Йоко Оно — Леннон был указан как единственный автор.